# Eskil Vogt
Eskil Vogt (ur. 31 października 1974 w Oslo) – norweski reżyser, scenarzysta i producent filmowy. 
Stały współpracownik reżysera Joachima Triera, wraz z którym współtworzył scenariusze do takich filmów, jak: Reprise. Od początku, raz jeszcze (2006), Oslo, 31 sierpnia (2011), Głośniej od bomb (2015), Thelma (2017) i Najgorszy człowiek na świecie (2021). Za ten ostatni film otrzymali wspólnie nominację do Oscara za najlepszy scenariusz oryginalny oraz do Europejskiej Nagrody Filmowej.
Jego pełnometrażowym debiutem reżyserskim było Ślepowidzenie (2014). Obraz nagrodzono za najlepszy scenariusz na Sundance Film Festival, zdobył również nagrodę Label Europa Cinemas na 64. MFF w Berlinie. Z kolei Niewiniątka (2021) zaprezentowane zostały premierowo w sekcji "Un Certain Regard" na 74. MFF w Cannes.